# دشت نیشابور

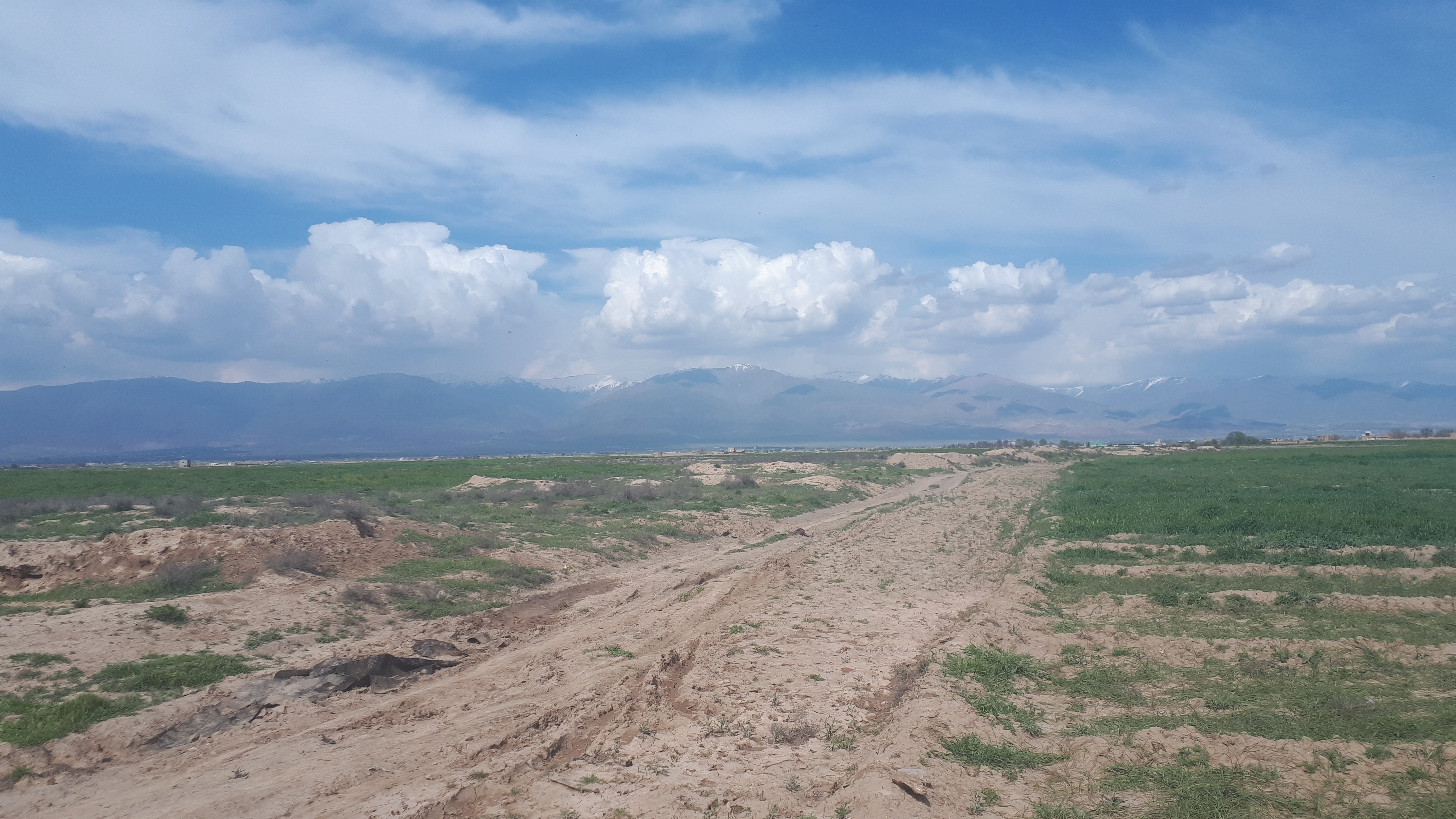
نمای رشته کوه بینالود از دشت جنوب شرقی نیشابور

دشت نیشابور نام یک دشت است که در دامنه‌های جنوبی و جنوب غربی رشته کوه بینالود قرار دارد. این دشت از سمت جنوب خود به رشته‌کوه کوهسرخ و بلندی‌های چهل‌تن شهرستان تربت حیدریه و از غرب به کویر سبزوار پایان می‌یابد. این دشت همانند بسیاری از نقاط کم‌آب دیگر ایران دچار مشکلات ناشی از فرونشست زمین و بحران آبی می‌باشد. زعفران یکی از مهم‌ترین محصولات کشت‌شده در این دشت می‌باشد. روستاهای کوچک زیادی که در این دشت واقع هستند بیشتر اقتصادی استوار بر کشاورزی دارند. این دشت همچنین به دلیل اهمیت تاریخی نیشابور و ربع نیشابور مورد توجه باستان‌شناسان نیز می‌باشد.